# Социалистическая имперская партия
Социали́стическая импе́рская па́ртия (нем. Sozialistische Reichspartei) — ультраправая политическая партия в Западной Германии в 1949—1952 годах.

## История

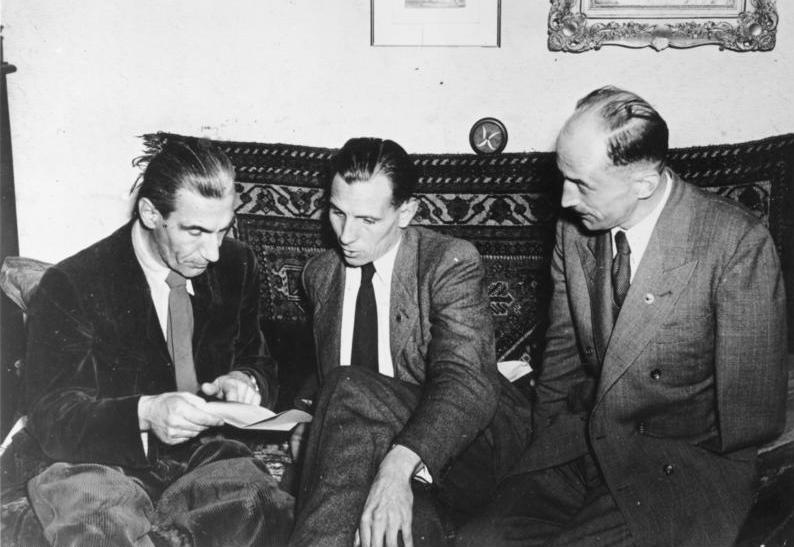
Лидеры Социалистической имперской партии в 1952 году, слева направо: Дорльс, Ремер и граф фон Вестарп

Социалистическая имперская партия Германии была основана 2 октября 1949 года бывшим генералом Вермахта Отто-Эрнстом Ремером и националистическим писателем Фрицем Дорлсом. Партия считала себя правопреемницей НСДАП, большинство членов партии были членами НСДАП. Социалистическая имперская партия считала Карла Дёница, назначенного Адольфом Гитлером, законным президентом Германии, отрицала Холокост, выступала за возвращение Германии «бывших восточных областей» и «решение еврейского вопроса».
На парламентских выборах в ФРГ 1949 года Фриц Дорлс был избран депутатом Бундестага от Немецкой консервативной партии — Немецкой правой партии. В 1950 году к партии присоединился депутат Бундестага Фриц Рёсслер.
На выборах в ландтаг Нижней Саксонии в мае 1951 года партия получила 11,0 % голосов и 16 мест, в октябре 1951 года, на выборах в парламент Бремена партия получила 7,7 % голосов и 8 мест.
23 октября 1952 года Федеральный Конституционный суд Германии объявил о запрете деятельности Социалистической имперской партии. Однако в ожидании подобного решения партия самораспустилась ещё 12 сентября 1952 года.